# Hylaeus binotatus
Hylaeus binotatus är en biart som först beskrevs av Johann Dietrich Alfken 1914.  Hylaeus binotatus ingår i släktet citronbin, och familjen korttungebin. Inga underarter finns listade i Catalogue of Life.